# Haus Dieck
Das Haus Dieck ist ein denkmalgeschütztes Profangebäude in Westkirchen, einem Ortsteil von Ennigerloh im Kreis Warendorf (Nordrhein-Westfalen).

## Geschichte und Architektur
Bei den ersten Erwähnungen des Hauses Diek 1276 und 1300 war es noch ein Haupthof der Herren von Dyke, der vom Stift Freckenhorst zu Lehen ging. Die Herren von Dyke waren Burgmannen auf der Burg Sassenberg des Hochstifts Münster. 1451 wurde die Anlage erstmals ausdrücklich als Burg bezeichnet. Im 15. Jahrhundert fiel der Besitz an die Herren von Carssem. Nach deren Aussterben belehnte die Äbtissin 1568 Bernd Buck zu Albersloh mit Haus Dieck. 1732 fiel der Besitz an die Familie von Hanxleden, die das Gut aus dem Freckenhorster Lehnsverband herauskauften und zu ihrem Eigentum machten. 1816 kam der Besitz an die Freiherren von Nesselrode, 1867 an die Freiherren von Nagel-Doornick, und schließlich an die Familie von Bose.

## Beschreibung
Die heutige Anlage besteht aus einer Insel, die nur eine Gräfte und keinen Wall gehabt zu haben scheint. Zentral liegt das Herrenhaus von 1771 aus verputztem Bruchstein an den Wetterseiten und verputztem Fachwerk an der Garten- und der Ostseite, das einen dreiseitigen Mittelrisalit und ein Mansardwalmdach aufweist. Es ist wahrscheinlich ein Spätwerk von Johann Conrad Schlaun. Der Mittelrisalit ist von einer doppelläufigen Treppe erschlossen, über dem Portal befindet sich das Wappen der Familien von der Recke und von Hanxleden. Im geschweiften Giebelaufsatz ist der Zifferblattring einer ehemaligen Uhr erhalten. Im Inneren blieb seit dem 18. Jahrhundert die Raumfolge unverändert.

Der Eingang zur Insel wird durch ein Torhaus aus dem Jahr 1746 markiert, das 1760 verlängert und um die rechtwinklig anschließende Jägerei erweitert wurde. Das alte Herrenhaus aus dem Ende des 17. Jahrhunderts, die heutige Rentei, liegt in der Nordwestecke der Insel. Das Fachwerk des alten Herrenhauses und der Rentei ist mit Backsteinen ausgefacht. Im ehemaligen weitläufigen Garten steht ein Gartenhäuschen vom Ende des 18. Jahrhunderts, es wurde am Anfang des 19. Jahrhunderts verändert. Vor dem Torhaus steht eine Immaculata aus Sandstein von der Mitte des 18. Jahrhunderts, sie wurde 1982 restauriert.

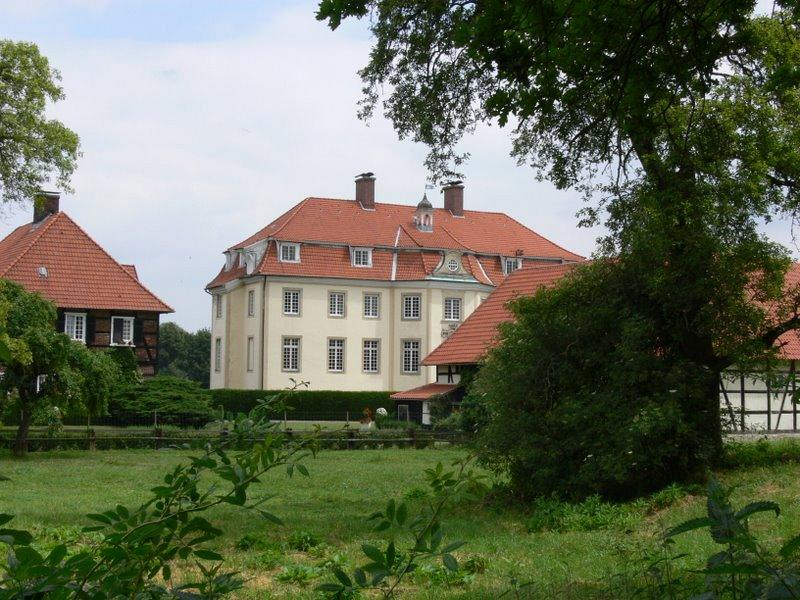
Haus Dieck, Ansicht von der Straße
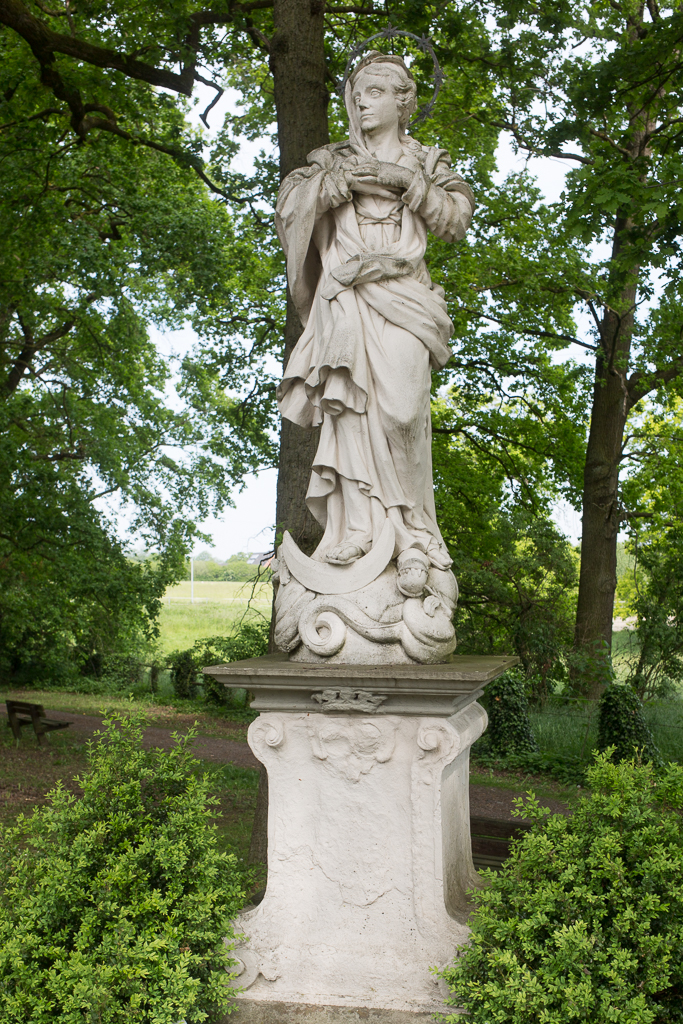
Immaculata am Haus Dieck
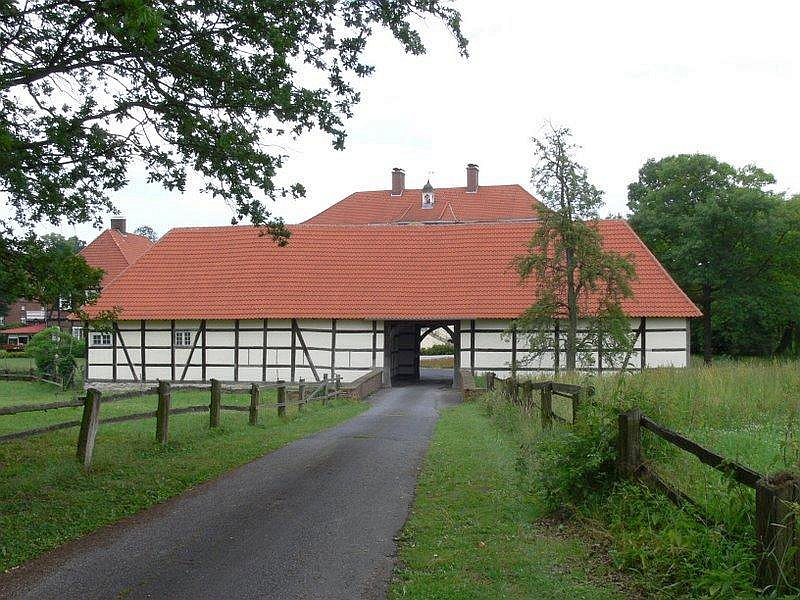
Das Torhaus